# Isopicna
Una isopicna es un isógrama de densidad, es decir, una línea o superficie de igual o constante densidad en un gráfico. 
En Oceanografía física sirven para caracterizar las diferentes masas de agua en las representaciones de la densidad en función de la salinidad y la temperatura o Diagramas T-S. 
En condiciones de estratificación, presentan una acusada variación respecto de la profundidad a un determinado nivel que recibe el nombre de picnoclina y presenta el comportamiento de una verdadera interfase, al variar por ejemplo las propiedades de propagación de las ondas mecánicas como el sonido, lo que es aprovechado por algunas especies de cetáceos para comunicarse a largas distancias.